# Raffaele Leone (politico)
Raffaele Leone (Santeramo in Colle, 14 aprile 1909 – Roma, 29 maggio 1967) è stato un politico italiano.

## Biografia
È stato professore di lettere presso alcune scuole superiori statali. Ha combattuto nella seconda guerra mondiale fino all'8 settembre 1943, quando fu catturato e fatto prigioniero in Germania.
Finita la guerra tornò a Taranto dove fondò nel 1947 un giornale chiamato Il Popolo Nuovo. Nel 1954 divenne componente del Comitato Provinciale della Democrazia Cristiana e successivamente ricoprì altri incarichi nel partito fino a diventare consigliere nazionale e membro della Segreteria Generale (1958).
Nel 1955 fu segretario comunale e nel 1956 divenne il primo sindaco democristiano di Taranto.
Infine fu eletto deputato al Parlamento nelle elezioni politiche del 1958 con 54.163 voti e in quelle del 1963. Morì il 29 maggio 1967, da parlamentare in carica.
Il figlio Giuseppe Leone è stato anch'egli parlamentare per la DC.

## Riconoscimenti
A Taranto porta il suo nome una via cittadina, mentre a Marina di Ginosa è stato intitolato a suo nome l'istituto comprensivo. Nel suo paese natale, invece, gli è stata dedicata la piccola piazza dove viveva da bambino.